# Erythrina madagascariensis
Erythrina madagascariensis là một loài rau đậu thuộc họ Fabaceae. Loài này chỉ có ở Madagascar.

## Hình ảnh

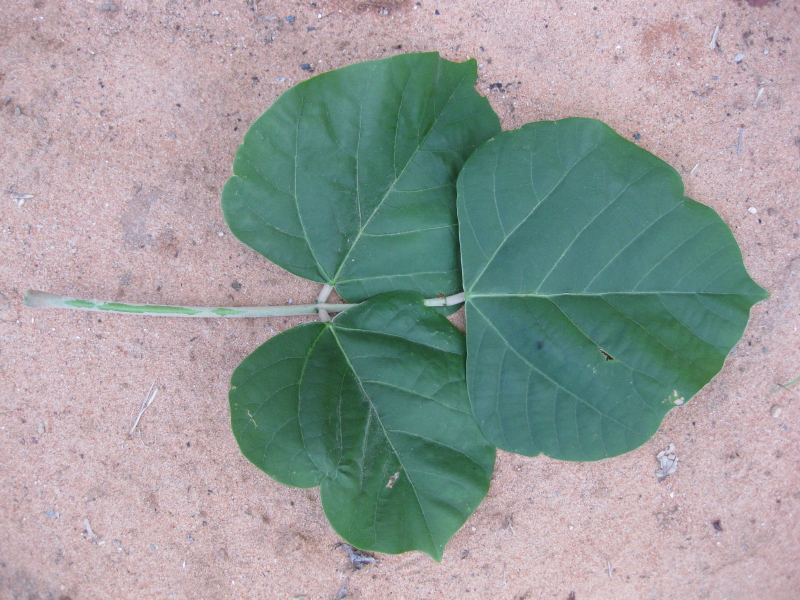
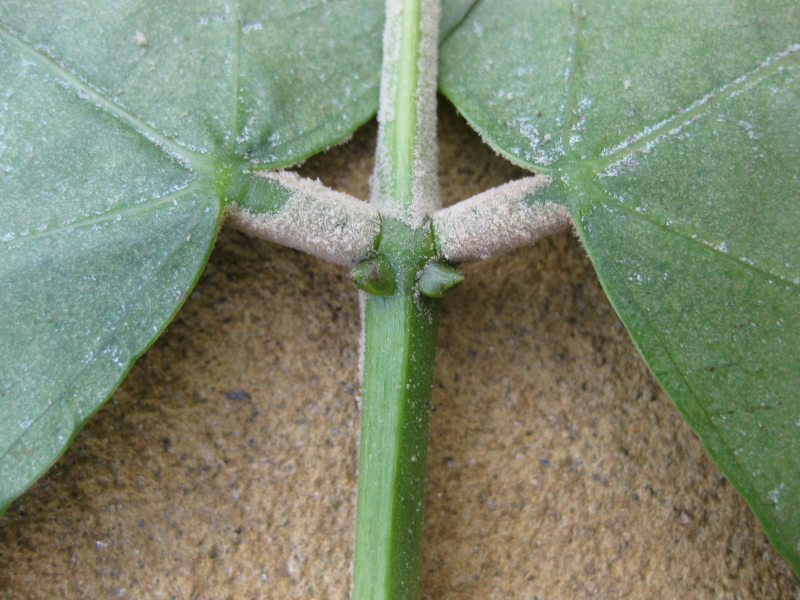
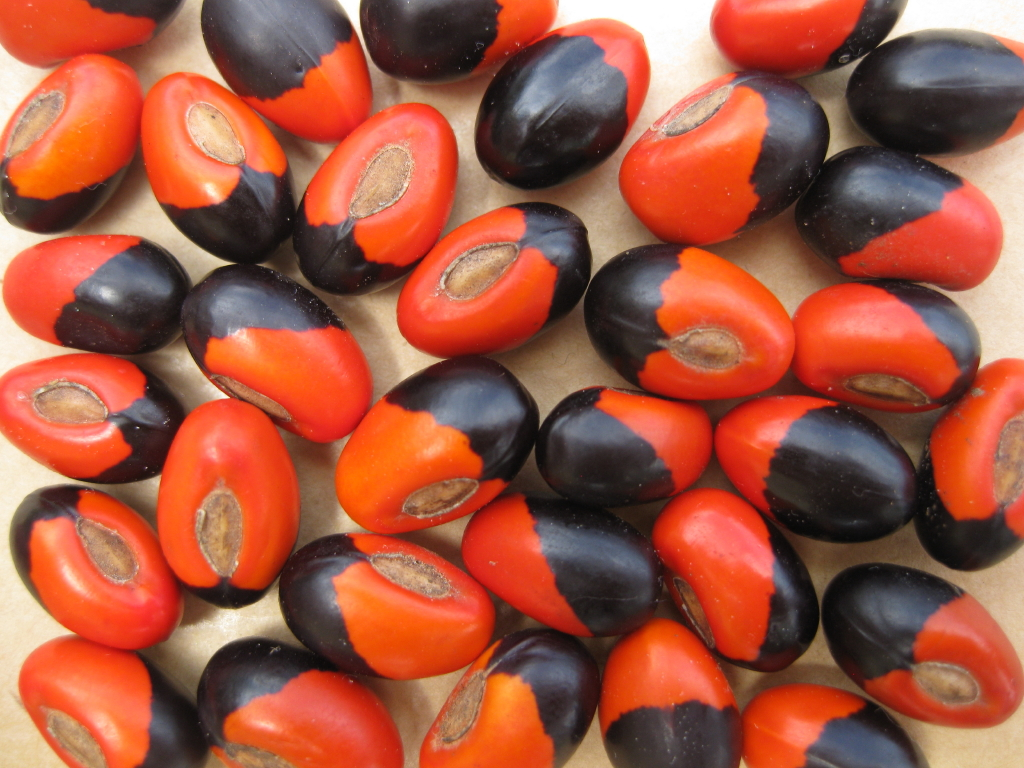
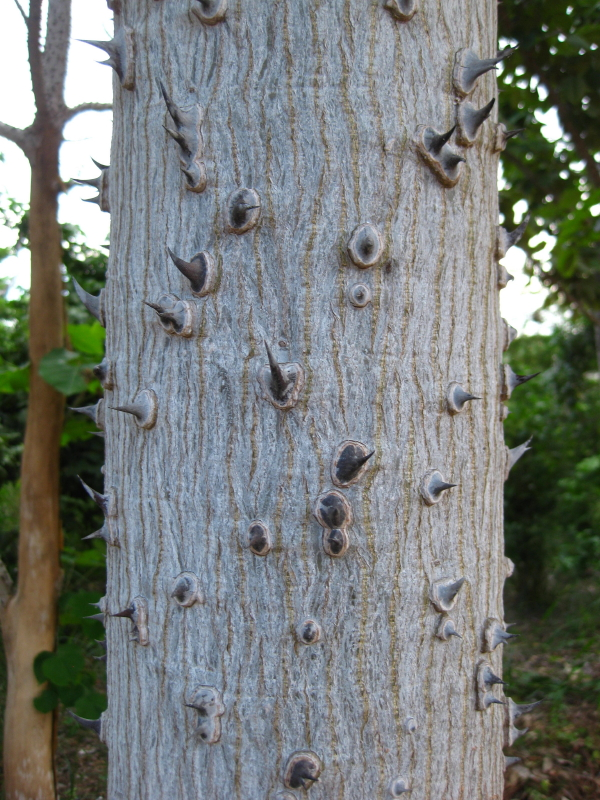